# Spike Video Game Awards
Les Video Game Awards (VGA ou Spike Video Game Awards) sont des récompenses décernées par le réseau télévisé américain Spike TV honorant les meilleurs jeux vidéo de l'année. Dans le but de gagner en notoriété, les cérémonies ont accueilli depuis 2003 un grand nombre de personnalités dans les domaines de la musique, du cinéma et de la télévision, et certains studios profitent de l'occasion pour présenter leurs derniers trailers pour leurs jeux à venir.
L'organisation a rencontré un certain nombre de critiques, quant au choix des nommés et des vainqueurs, les vainqueurs étant choisis en ligne d'après des critères de popularité, ce qui contredit le principe d'honorer l'excellence d'après des critères plus objectifs.

## Palmarès

### Années2010

#### 2010
L'édition 2010 des VGA s'est tenue le 11 décembre 2010 à Los Angeles, et a été présentée par Neil Patrick Harris. Elle a été en 2010 le plus gros évènement dans le domaine des jeux vidéo diffusé internationalement dans plus de 175 pays.
Plusieurs studios ont annoncé leurs prochains jeux vidéo : Mass Effect 3 par BioWare, Batman: Arkham City par Rocksteady Studios, le sequel de Prototype par Activision. Guillermo del Toro a également annoncé la sortie de son jeu vidéo, inSANE, développé par Volition. D'autres jeux ont été présentés, tels que The Elder Scrolls V: Skyrim, Uncharted 3: Drake's Deception, Mortal Kombat, etc.
Enfin, les acteurs de la série Philadelphia ont fait une approbation, avec Danny DeVito, Kaitlin Olson et Rob McElhenney, ainsi que le réalisateur Guillermo Del Toro, Nathan Fillion, Chris Hemsworth, Olivia Munn, AnnaLynne McCord et Tony Hawk. La violoniste Diana Yukawa, le groupe My Chemical Romance et José González ont également interprété certains de leurs titres.
- Jeu de l'année : Red Dead Redemption
  - Call of Duty: Black Ops
  - God of War III
  - Halo: Reach
  - Mass Effect 2
- Studio de l'année : BioWare – Mass Effect 2
  - Blizzard Entertainment – StarCraft II (StarCraft II: Wings of Liberty)
  - Bungie Studios – Halo: Reach
  - Rockstar San Diego – Red Dead Redemption
- Personnage de l'année : Sgt. Frank Wood – Call of Duty: Black Ops
  - Ezio Auditore da Firenze – Assassin's Creed: Brotherhood
  - Kratos – God of War III
  - John Marston – Red Dead Redemption
- Meilleur jeu Xbox : Mass Effect 2
  - Alan Wake
  - Fable III
  - Halo: Reach
- Meilleur jeu PS3 : God of War III
  - Heavy Rain
  - ModNation Racers
  - Red Dead Redemption
- Meilleur jeu Wii : Super Mario Galaxy 2
  - Donkey Kong Country Returns
  - Kirby's Epic Yarn
  - Metroid: Other M
- Meilleur jeu PC : StarCraft II (StarCraft II: Wings of Liberty)
  - Fallout: New Vegas
  - Mass Effect 2
  - Sid Meier's Civilization V
- Meilleur jeu de console portable : God of War: Ghost of Sparta
  - Metal Gear Solid: Peace Walker
  - Professeur Layton et le Destin perdu (Professor Layton and the Unwound Future)
  - Super Scribblenauts
- Meilleur jeu d'action : Call of Duty: Black Ops
  - Battlefield: Bad Company 2
  - BioShock 2
  - Halo: Reach
- Meilleur jeu d'action-aventure : Assassin's Creed: Brotherhood
  - God of War III
  - Red Dead Redemption
  - Super Mario Galaxy 2
- Meilleur jeu de rôle : Mass Effect 2
  - Fable III
  - Fallout: New Vegas
  - Final Fantasy XIII
- Meilleur jeu multijoueur : Halo: Reach
  - Battlefield: Bad Company 2
  - Call of Duty: Black Ops
  - StarCraft II (StarCraft II: Wings of Liberty)
- Meilleur jeu de sport individuel : Tiger Woods PGA Tour 11
  - EA Sports MMA
  - Shaun White Skateboarding
  - UFC 2010 Undisputed
- Meilleur jeu de sport en équipe : NBA 2K11
  - FIFA 11
  - Madden NFL 11
  - MLB 10: The Show
- Meilleur jeu de course : Need for Speed: Hot Pursuit
  - Blur
  - ModNation Racers
  - Split/Second
- Meilleur jeu de musique : Rock Band 3
  - Dance Central
  - DJ Hero 2
  - Def Jam Rapstar
- Meilleure musique : DJ Hero 2
  - Def Jam Rapstar
  - Guitar Hero: Warriors of Rock
  - Rock Band 3
- Meilleure chanson dans un jeu vidéo : "Far Away", de José González, Red Dead Redemption
  - "Basket Case", de Green Day, Green Day: Rock Band
  - "Black Rain", de Soundgarden, Guitar Hero: Warriors of Rock
  - "GoldenEye", de Nicole Scherzinger, GoldenEye 007
  - "Won't Back Down", de Eminem, Call of Duty: Black Ops
  - "Replay/Rude Boy", de Iyaz/Rihanna, DJ Hero 2
- Meilleure bande originale : Red Dead Redemption
  - God of War III
  - Halo: Reach
  - Mass Effect 2
- Meilleurs graphiques : God of War III
  - Heavy Rain
  - Kirby's Epic Yarn
  - Red Dead Redemption
- Meilleur jeu vidéo adapté : Scott Pilgrim contre le Monde : Le Jeu (Scott Pilgrim vs. the World: The Game)
  - LEGO Harry Potter : Années 1 à 4 (Lego Harry Potter: Years 1-4)
  - Spider-Man : Dimensions (Spider-Man: Shattered Dimensions)
  - Star Wars : Le Pouvoir de la Force II (Star Wars: The Force Unleashed II)
  - Transformers : La Guerre pour Cybertron (Transformers: War for Cybertron)
- Meilleure performance d'acteur (doublage) : Neil Patrick Harris pour le doublage de Peter Parker/Spider-Man - Spider-Man : Dimensions (Spider-Man: Shattered Dimensions)
  - Daniel Craig pour le doublage de James Bond - Blood Stone 007 (James Bond 007: Blood Stone)
  - Gary Oldman pour le doublage du Sergent Reznov - Call of Duty: Black Ops
  - John Cleese pour le doublage de Jasper - Fable III
  - Martin Sheen pour le doublage de l'Homme Trouble - Mass Effect 2
  - Nathan Fillion pour le doublage du Sergent Edward Buck - Halo: Reach
  - Rob Wiethoff pour le doublage de John Marston - Red Dead Redemption
  - Sam Worthington pour le doublage d'Alex Mason, - Call of Duty: Black Ops
- Meilleure performance d'actrice (doublage) : Tricia Helfer pour le doublage de Sarah Kerrigan - StarCraft II (StarCraft II: Wings of Liberty)
  - Judi Dench pour le doublage de M - Blood Stone 007 (James Bond 007: Blood Stone)
  - Danica Patrick pour le doublage d'elle-même - Blur
  - Emmanuelle Chriqui pour le doublage de The Numbers Lady - Call of Duty: Black Ops
  - Felicia Day pour le doublage de Veronica Santangelo - Fallout: New Vegas
  - Jennifer Hale pour le doublage  du Commandant Shepard - Mass Effect 2
  - Kristen Bell pour le doublage de Lucy Stillman - Assassin's Creed: Brotherhood
  - Yvonne Strahovski pour le doublage de Miranda Lawson - Mass Effect 2
- Meilleur jeu téléchargeable : Costume Quest
  - Lara Croft and the Guardian of Light
  - Monday Night Combat
  - Scott Pilgrim contre le Monde : Le Jeu (Scott Pilgrim vs. the World: The Game)
- Meilleur contenu téléchargeable (extension) : Red Dead Redemption: Undead Nightmare
  - BioShock 2: Minerva's Den
  - Borderlands: The Secret Armory of General Knoxx
  - Mass Effect 2: Lair of the Shadow Broker
- Meilleur jeu indépendant : Limbo
  - Joe Danger
  - Super Meat Boy
  - The Misadventures of P.B. Winterbottom
- Meilleur jeu d'anticipation : Portal 2
  - Batman: Arkham City
  - BioShock Infinite
  - Gears of War 3
- Meilleur héros de tous les temps : Spartan John-117 – Halo ; Samus Aran – Metroid ; Marcus Fenix – Gears of War
  - Mario – Super Mario
  - Kratos – God of War
  - Solid Snake – Metal Gear Solid
- Jeu le plus original : Red Dead Redemption
- Meilleur jeu de zombies : Red Dead Redemption
- Assassin le mieux habillé : Ezio Auditore da Firenze, Assassin's Creed: Brotherhood
- Meilleur Badass : Kratos – God of War